# Edgar Ravenswood Waite
Pour les articles homonymes, voir Waite.
Edgar Ravenswood Waite est un ichtyologiste et un herpétologiste australien d'origine britannique, né le 5 mai 1866 à Leeds en Grande-Bretagne et mort le 19 janvier 1928 à l'hôpital Highbury de Hobart en Tasmanie.

## Biographie
Il est le second fils de John Waite, un employé de banque, et de Jane née Vause.
Passionné très tôt par l'histoire naturelle, il est en 1888, après une courte formation à l’université Victoria de Manchester, conservateur-assistant puis conservateur en 1891 du muséum de la Société littéraire et philosophique de Leeds (qui deviendra plus tard le muséum de la ville).
Il se marie le 7 avril 1892 avec Rose Edith Green.
Il se consacre d'abord aux oiseaux, mais après son émigration en Australie en 1892 et sa nomination au poste de conservateur responsable des mammifères, des reptiles et des poissons du Muséum de Sydney, Waite traite tous les groupes de vertébrés et plus spécialement des poissons. Il conservera cette charge de 1893 à 1905 et portera le nombre de spécimens conservés à 18 000.
De 1906 à 1914, il est conservateur du Muséum Canterbugy de Christchurch en Nouvelle-Zélande. En 1914, il devient le directeur du Muséum du sud de l'Australie à Adélaïde, fonction qu’il conserve jusqu’à sa mort en 1928.
Il participe à plusieurs expéditions dont celle de la première conduite par Sir Douglas Mawson (1882-1958) dans les régions antarctiques. Il contracte le paludisme lors de l'une de ces expéditions en Nouvelle-Guinée en 1918.
Il fait paraître 144 articles scientifiques dont la moitié sont consacrés aux poissons. Son apport le plus important sur les poissons d’Australie est The Fishes of South Australia de 1923 ; il faut également signaler The Reptiles and Amphibians of South Australia de 1929.
Waite est membre de diverses sociétés savantes dont la Linnean Society of London et correspondant de la Zoological Society of London.

## Sources et références
- Kraig Adler (1989). Contributions to the History of Herpetology, Society for the study of amphibians and reptiles.
- Dictionnaire australien de biographie (en anglais).